# Майоне, Мэтью
Паскуа́ле Мэ́тью Майо́не (англ. Pasquale Mathew Maione ; род. 21 ноября 1990, Торонто, Онтарио, Канада) — канадский хоккеист итальянского происхождения, играющий на позиции защитника. В настоящее время является игроком шведского клуба АИК.

## Биография
Мэтью Майоне родился в Канаде, в семье уроженки Греции и уроженца Италии. Родители Майоне в своё время, переехали в Канаду из своих стран с целью учёбы и больших возможностей и после знакомства так и остались в этой стране. О том, как стал заниматься хоккеем, Майоне рассказал следующее:

Это довольно смешная история. Как-то раз моя мама взяла меня на каток. У нас был маленький старый каток в городе, где я вырос. Мама сказала: «В Канаде каждый ребенок умеет кататься на коньках». И это была правда. В Канаде действительно все дети умеют кататься на коньках. Так что это было примерно так: «Давай-ка, парень, научись кататься на коньках». И я такой: «Да, конечно. Без проблем. Пойду кататься на коньках». И я ходил туда, наверное, в течение года, когда мне было лет пять или шесть. Вскоре один парень подошел к моим родителям и сказал: «Вы не задумывались над тем, чтобы отдать своего сына на хоккей? Он хорошо катается и делает это как хоккеист». Мои родители сказали: «Окей, видимо, мы не сильно в теме, ведь мы родом из Италии и Греции». А в этих странах, как вы знаете, люди обычно занимаются футболом или баскетболом. Родители отдали на хоккей, и мне это очень понравилось. Я спал с хоккейной клюшкой, и все такое. Но это не было так, что я изначально прям хотел на хоккей. Родители поставили меня на коньки — мне это понравилось — родители отдали меня на хоккей — и я его полюбил. Они не принуждали меня, просто так вышло, что мне все это нравилось.
— Интервью для МАТЧ ТВ

## Карьера
Майоне начал заниматься хоккеем в Юнионвилле, в районе муниципалитета Маркем, в провинции Онтарио, в местной команде «Маркем Вакерс». В 2007 году, в возрасте 16 лет, дебютировал на профессиональном уровне в хоккейной лиге Онтарио (OHL), в составе команды «Ниагара АйсДогз». После сезона в ещё одной команде из OHL «Гелф Шторм, Майоне поступил в университет в Шарлоттауне, в котором в течение четырёх лёт изучал психологию и биологию, в то же время выступая за университетскую команду. В 2013 году принял участие в зимней Универсиаде, проходившей в итальянских городах Канацеи и Кавалезе. Вместе с университетской сборной Канады завоевал золотые медали соревнований. По окончании университета и ещё нескольких лет выступлений на уровне лиги Восточного побережья (ECHL), Мэтью Майоне принял решение отправиться играть в Европу.
Первым европейским клубом для хоккеиста стала словацкая «Банска-Бистрица», в составе которой Майоне стал чемпионом экстралиги в сезоне 2016/2017, лучшим игроком по количеству результативных передач в команде и лиге, а также лучшим защитником лиги, по набранным очкам. После удачного сезона в Словакии Майоне переехал в другой европейский чемпионат и стал выступать за клуб «КалПа» из города Куопио. В составе финской команды Майоне также провёл сильный сезон, став лучшим защитником-бомбардиром лиги, после чего на хоккеиста обратили внимание в КХЛ и перед началом сезона 2018/2019 Мэтью Майоне подписал контракт с рижским «Динамо». 2 сентября 2018 года, в гостевой игре против екатеринбургского «Автомобилиста» Мэтью Майоне дебютировал в КХЛ. 8 сентября, в игре против новосибирской «Сибири» отдал две голевые передачи, тем самым заработав свои первые, персональные очки в КХЛ. В матче против московского «Динамо», который состоялся 11 сентября, забросил свою первую шайбу в лиге. В январе 2019 года принял участие в матче звёзд КХЛ, в составе команды дивизиона Боброва. Всего, в дебютном для себя сезоне в КХЛ, хоккеист набрал 45 персональных очков по системе гол+пас (12+33), проведя на льду 58 официальных матчей. Перед началом сезона 2019/2020 Майоне перебрался в другой клуб выступающий в КХЛ, китайский «Куньлунь Ред Стар». В составе «Куньлуня» игрок не задержался и уже в октябре месяце контракт с Майоне был расторгнут, после чего, некоторое время Мэтью оставался без клуба, а в декабре месяце подписал пробный контракт с минским «Динамо», в составе которого провёл всего три игры, после чего вернулся в Ригу. В августе 2020 года продлил контракт с «Динамо» сроком на ещё один сезон. 1 марта 2021 года покинул «Динамо» и оставшуюся часть сезона провёл в Германии, выступая в составе мюнхенского «Ред Булла». Летом 2021 года Майоне перешёл в итальянский клуб «Больцано», выступающий в главной хоккейной лиге Австрии. В мае 2022 года, на правах свободного агента, перешёл в немецкий клуб «Битигхайм Стилерс».

## В сборной
Мэтью Майоне впервые был вызван под флаг национальной сборной Канады в декабре 2019 года, на кубок Шпенглера, который проходил с 26 по 31 декабря 2019 года в швейцарском Давосе. Вместе со сборной завоевал этот трофей.

## Достижения
- чемпион Зимней Универсиады 2013 в составе сборной Канады
- чемпион словацкой экстралиги сезона 2016/2017 в составе ХК «Банска-Бистрица»
- обладатель Кубка Шпенглера 2019 в составе сборной Канады

## Интересные факты
Мэтью Майоне профессионально играет на гитаре и поёт. В феврале 2019 года Майоне записал совместную песню с латвийской рок-группой "Лайме Пилнига (латыш. Laime Pilnīga)" под названием "Awe.". Эта песня участвовала в финале конкурса "Supernova 2019", в котором определялось, кто будет представлять имя Латвии на Евровидении в Тель-Авиве.